# Steven V. Ley
Steven Victor Ley FRS FRSC es catedrático de química orgánica con el Departamento de Química en la Universidad de Cambridge, además de ser Socio del Trinity College,  Cambridge. Fue Presidente de la Sociedad Real de Química (2000–2002) y recibió la Orden del Imperio Británico (CBE) en enero de 2002. En 2011, fue incluido por el periódico "The Times" en la lista de las “100 personas más importantes de la ciencia británica”.

## Educación
Ley fue educado en Loughborough Universidad de Tecnología  donde se graduó  con el título de Bachelor de Ciencia y PhD.

## Investigación
El campo de investigación principal de Ley es la síntesis total  de biomoléculas. Su grupo ha publicado ampliamente en este campo y ha completado la síntesis de más de 140 compuestos naturales, siendo ejemplos notables la indanamicina, routiennocina, avermectina B1, ácido okadaico , espongistatina, tapsigargina, epotilona A, antascomicina B, bengazol A y rapamicina. Su síntesis total de azadiractina, completado en 2007, es ampliamente considerada uno de los más importantes logros en el campo de la síntesis total. En el curso de este trabajo, también ha hecho avances sustanciales en muchas áreas de química orgánica, incluyendo el desarrollo de nuevos catalizadores, grupos protectores  y reactivos.  Es uno de los inventores del perrutenato de tetrapropilamonio (TPAP), un reactivo oxidante ampliamente usado. También fue pionero del uso de reactivos inmovilizados en síntesis orgánicas de múltiples pasos. Su trabajo actual incorpora la aplicación de la química de flujo para síntesis orgánicas de múltiples pasos.

## Premios y honores
El trabajo de Ley, documentado en más de 900 publicaciones, ha sido reconocido con más de 45 premios importantes, incluyendo:
- 2022 Real Academia Nacional de Farmacia Miembro extranjero[5]
- 2018 American Chemical Society Premio Arthur C. Cope[6]